# Невељ
Невељ (рус. Невель) насељено је место са административним статусом града на западу европског дела Руске Федерације. Налази се у јужном делу Псковске области и административно припада Невељском општинском рејону чији је уједно и административни центар. Град се у писаним изворима први пут помиње 1504. године, а званичан статус града има још од 1773. године.
Према проценама националне статистичке службе за 2016. у граду је живело 15.250 становника и по том параметру Невељ је 4. град по величини у Псковској области

## Географија
Град Невељ налази се на крајњем југу Псковске области у благо заталасаном и изразито замочвареном подручју Вјазевског побрђа. Лежи на северној обали истоименог језера Невељ, на месту где из језера отиче његова једина отока, река Јеменка. Централни део града лежи на надморској висини од 155 m.
Сам град се налази на око 242 km југоисточно од административног центра области, града Пскова, односно на око 532 km западно од Москве. Неких стотињак километара јужније налази се белоруски град Витепск.
Кроз град пролазе две важне железничке линије: Великије Луки−Полацк и Санкт Петербург−Витепск.

## Историја
У писаним изворима Невељ се први пут помиње у завештању књаза Ивана III Васиљевича из 1504. којим свом сину у наслеђе оставља, између осталих, и округе на подручју Невеља. Тачан датум оснивања насеља није познат, а претпоставља се да име насеља потиче од старобалтичке речи nevo којом се означава мочварно место (алудирајући на природну околину у којој је град настао). Све до 1772. град је често прелазио из „руке у руку”, а од те године коначно је ушао у састав Руске Империје.
Пољски краљ Сигисмунд III Васа Невељу је 1623. године даровао Магдебуршко право и властити грб. Магдебуршко право граду Невељу потврдио је и пољски краљ Станислав Поњатовски у новембру 1762. године, а том приликом град је добио и нови грб. Након прве поделе Пољске 1772. град Невељ трајно улази у састав Руске Империје, а већ наредне године додељен му је и званичан статус руског империјалног града. Нови градски грб усвојен је 1781. године.
Невељ је био важан јеврејски културни центар, а почетком прошлог века од укупно око 14.000 становника који су живели у граду њих чак 8.000 су бии Јевреји. У граду је у исто време постојало чак 15 синагога, 4 православне и једна римокатоличка црква.
Током руског грађанског рата град је дуго времена био важан центар отпора белогардејаца. Током тридесетих година прошлог века бољшевичке власти су затвориле све верске објекте у граду, а похапшени су и бројни утицајни верски лидери. За време немачке окупације у Другом светском рату град је доживео велика разарања, страдао је велики број његових житеља (преко 20.000 особа на подручју Невељског рејона је погинуло), а готово целокупна популација невељских Јевреја је „збрисана са лица земље”.
У границама садашње Псковске области Невељ је од 1957. године и укидања Великолушке области.

## Демографија
Према подацима са пописа становништва 2010. у граду је живело 16.324 становника, док је према проценама националне статистичке службе за 2016. град имао 15.250 становника.
| 1896. | 1939.  | 1959.  | 1970.  | 1979.  | 1989.  | 2002.  | 2010.  | 2016.  |
| ----- | ------ | ------ | ------ | ------ | ------ | ------ | ------ | ------ |
| 9.062 | 15.600 | 14.273 | 17.715 | 20.730 | 22.368 | 18.545 | 16.324 | 15.250 |